# Genocidio de Ruanda
El genocidio de Ruanda fue un intento de exterminio de la población tutsi por parte del gobierno hegemónico hutu de Ruanda entre el 7 de abril y el 15 de julio de 1994, en el que se asesinó aproximadamente al 70 % de los tutsis. Se calcula que entre 500 000 y 1 000 000 de personas fueron asesinadas. La violencia sexual fue generalizada; se cree que fueron violadas entre 250 000 a 500 000 mujeres durante el genocidio. Los asesinatos masivos se iniciaron tras el atentado del 6 de abril de 1994 contra el presidente ruandés Juvénal Habyarimana y el presidente burundés Cyprien Ntaryamira, ambos hutu, que murieron tras ser derribado el avión en el que viajaban por dos misiles lanzados desde tierra.
La responsabilidad por ese ataque es controvertida. La mayoría de las teorías proponen como sospechosos al grupo rebelde tutsi Frente Patriótico Ruandés (FPR) o los extremistas del "poder hutu" que se oponían a la negociación con el FPR. En cualquier caso, inmediatamente los radicales hutus se hicieron con el poder, asesinaron a la primera ministra Agathe Uwilingiyimana y comenzó la masacre, lo que resultó en el asesinato de cientos de miles de tutsis y hutus moderados en los siguientes tres meses, hasta que el 15 de julio el FPR conquistó la capital Kigali, obligando al gobierno hutu radical a huir del país en dirección a Zaire seguido de al menos dos millones de hutus desplazados.
En Ruanda, a partir del siglo XIX, el gobierno colonial belga estableció un sistema social racista para lo cual utilizó una antigua distinción dentro de la etnia banyarruanda del pueblo bantú, a la que pertenece casi toda la población, organizándolas institucionalmente como castas, aun cuando no existía ningún rasgo étnico ni lingüístico específico que las diferenciara: la minoría tutsi (15 %) fue establecida como casta dominante y la mayoría hutu (85 %) como casta subordinada, sometida incluso a regímenes de trabajo forzado. La subordinación de la mayoría hutu a la minoría tutsi, en el marco de un orden colonial e injusto, exacerbó las diferencias y el odio social dentro de la sociedad ruandesa.
Antes de la independencia y durante el dominio de Bélgica, el país y sus instituciones estuvieron dominadas por los belgas en alianza con la minoría tutsi; pero en 1961 el pueblo ruandés declaró la independencia y abolió la monarquía, constituyendo una república, que habilitó el predominio de la mayoría hutu, hasta 1994. Después del genocidio, en 1994, ambas castas fueron oficialmente eliminadas.
El papel de las naciones occidentales, las Naciones Unidas y la Iglesia católica en el genocidio ha sido cuestionado por haber impuesto y tolerado un sistema colonial, el cual promovió la división de la población en castas, y por haber mantenido una postura pasiva o cómplice durante las matanzas. También la guerrilla tutsi organizada como Frente Patriótico Ruandés (FPR), ha sido acusada de haber generalizado la violencia, asesinar al presidente Juvénal Habyarimana y actuar sin intención de prevenir el genocidio.

## Antecedentes

### Ruanda antes de la independencia, y origen de los grupos tutsi, hutu y twa
Entre el 8000 y 3000 a. C los twa o batwa, un grupo aborigen de cazadores-recolectores pigmeos, penetraron en las montañas boscosas de Ruanda y se instalaron allí de manera permanente. Más tarde, entre el 700 a. C y el 1500 d. C, grupos bantú llegaron al actual territorio de Ruanda y comenzaron a crear tierras de cultivo. Los historiadores tienen diferentes teorías sobre la naturaleza de las migraciones bantú: una teoría es que los primeros pobladores eran hutu, mientras que los tutsi llegaron más tarde, formando un grupo racial diferenciado. Una teoría alternativa sería que la inmigración se produjo de forma lenta a lo largo del tiempo desde regiones limítrofes, con los nuevos grupos siendo genéticamente muy similares a los ya asentados, integrándose en ellos en lugar de conquistarlos. Según esta teoría la distinción entre hutu y tutsi llegó más tarde y no como una racial, sino de clase o casta, en la que los tutsi pastoreaban el ganado mientras los hutu cultivaban la tierra. Los hutu, tutsi y twa tienen un idioma común.
A pesar del dominio de los tutsis, las diferencias socioeconómicas no eran muy pronunciadas. Aunque el pertenecer a uno u otro estamento definía el estatus social, un hutu podía ascender de clase si poseía las suficientes propiedades; sin embargo, ya había comenzado una relación de vasallaje dominada por la casta menos significativa en la zona, los tutsis, con un 14 % de la población.
La población fue fusionándose, primero en clanes y más tarde en reinos. Hacia el siglo XIX, los reyes tutsis habían afianzado su dominio. Para entonces el clan real nyiginya dominaba todo el país, lo que originó una casta militar y social compuesta por tutsis y que excluía a la mayoría de la etnia hutu. Fue en este siglo, a raíz de estas circunstancias, cuando se creó una estructura socioeconómica clasista que aumentaría durante ese siglo a causa de la colonización europea, alemana en primer lugar de 1897 a 1916 y luego belga. Con el efímero colonialismo alemán y más tarde bajo el colonialismo belga, surgieron nuevas fuentes de poder y de privilegio vinculadas con el ejercicio del dominio colonial y en el beneficio de personas tutsis. La administración belga, a partir del prejuicio de que los tutsis eran más similares a los europeos [sic], instituyó un rígido sistema de clasificación étnica, basado entre otras cosas en la medición de la nariz y del cráneo –lo que dio origen al mito de asociar ciertas características físicas con un grupo específico–.
La influencia occidental a través de la introducción artificial por parte de Bélgica de un carné étnico en 1934, otorgaba a los tutsis un mayor nivel social y mejores puestos en la administración colonial, lo que acabó institucionalizando definitivamente las diferencias sociales. Mientras tanto, los pigmeos twas gozaron de un relativo buen trato por parte de la casta tutsi, que consideraba a los cazadores de las montañas por encima de los hutus en la pirámide social.
Con la colonización belga, el sistema sociopolítico se reforzó a favor del estamento dominante: los tutsis. La necesidad de una expansión colonial consensuada dividió el continente africano en zonas dominadas por los países europeos, que reforzaron a unos grupos u otros dependiendo de sus intereses. Cuando la administración belga consideró que las reivindicaciones tutsis eran desmesuradas, cambió de comportamiento y comenzó a apoyar a la mayoría hutu. Finalmente, la rivalidad entre los dos grupos se agudizó con la creación, por iniciativa belga, de varios partidos políticos sobre bases étnicas: la Unión Nacional Ruandesa (UNR), de tendencia antihutu, la Unión Democrática Ruandesa (RADER), el Partido del Movimiento de Emancipación Hutu (PARMEHUTU) y la Avocación para la Promoción Social de las Masas (APROSOMA) de orientación antitutsi. De igual manera, se debe resaltar el papel de los misioneros europeos por legitimar el sistema social y la dominación colonial, con nuevas normas que limitaban el comportamiento injusto y la explotación de unos por parte de otros.
Durante el colonialismo se introdujo la religión cristiana, se impuso el individualismo mercantil y se dividió a la sociedad en clases, con el objetivo de eliminar todas las uniones entre los ruandeses para introducir de manera eficaz el sistema capitalista y lograr su pleno desarrollo en esta parte del continente africano.

Mapa actual de Ruanda.

### Revolución y relaciones entre Hutus y Tutsis tras la independencia
En 1958, después de que un grupo hutu redactara un manifiesto reclamando un cambio social, desde la corte real se respondió con un documento que, entre otras cosas, decía lo siguiente:

Podría preguntarse cómo los hutus reclaman ahora sus derechos al reparto del patrimonio común. De hecho, la relación entre nosotros (tutsis) y ellos (hutus) ha estado siempre fundamentada sobre el vasallaje; no hay, pues, entre ellos y nosotros ningún fundamento de fraternidad. Si nuestros reyes conquistaron el país de los hutus matando a sus reyezuelos, y sometiendo así a los hutus a la servidumbre, ¿cómo pueden ahora pretender ser nuestros hermanos?

Frente a esta posición de los gobernantes tutsis, se posicionaron personas como el obispo Perraudin, que fue determinante en el proceso de emancipación hutu. En su carta pastoral del 11 de febrero de 1959, lo manifestó claramente:

La ley de la justicia y de la caridad pide que las instituciones de un país aseguren realmente a todos sus habitantes los mismos derechos fundamentales y las mismas posibilidades de promoción humana y de participación en los asuntos públicos. Las instituciones que consagren un régimen de privilegios, favoritismo, proteccionismo, bien sea para los individuos o para los grupos sociales, no son conformes a la moral cristiana.

Este es quizá el punto de escisión histórico más importante. A partir de aquí los hutus comienzan a intentar socavar el poder de los tutsis para llegar a un mejor reparto de la riqueza. Un incidente el 1 de noviembre de 1959 entre jóvenes tutsis y uno de los líderes hutus se convirtió en la chispa de una revuelta popular, en la cual los hutus quemaron propiedades tutsis y asesinaron a varios de sus propietarios. La administración belga, durante dos años de enfrentamientos de bajo nivel entre unos y otros, contabilizó un total de 74 muertos, de los cuales, 61 eran hutus asesinados por nuevas milicias tutsis que pretendían acabar con el movimiento revolucionario, el cual respondió con más fuerza ante la represión y durante los dos años siguientes, alrededor de 20 000 tutsis murieron asesinados. Ante esta espiral de violencia, el 31 de mayo de 1961 la ONU proclamó una amnistía tras comprobar que los enfrentamientos se agravaban y la mayoría hutu ya había provocado el exilio de unos 150 000 tutsis. Aquel mismo año, Ruanda, liderada por la población hutu, se independiza de Bélgica. Este momento fue aprovechado por la ONU para exigir la organización de un referéndum bajo la vigilancia de observadores. El resultado fue de un 80 % del NO a la continuidad de la monarquía tutsi, lo que obligó a los gobernantes a aceptar la república, provocando el exilio de miles de tutsis partidarios del sistema vigente monárquico y contrarios a conceder el poder a los hutus. Los exiliados, de corta edad de aquel momento, con el paso de los años, se llegarían a convertir en los fundadores del Frente Patriótico Ruandés, que ocuparía un lugar importante en la guerra de Ruanda de 1990 hasta 1994.
Grégoire Kayibanda fue el primer presidente de una Ruanda liberada del dominio colonial. Los datos del crecimiento económico y la estabilidad social eran esperanzadores. A pesar de las diferencias acumuladas durante siglos, tutsis y hutus lograban convivir sin llegar a enfrentamientos generalizados. La masa campesina accedía a la enseñanza y el país, sin demasiados recursos, progresaba. Aun así, los tutsis partidarios del régimen monárquico en el exilio se organizaron en los países limítrofes y lanzaron diversos ataques contra el Gobierno ruandés, sin mucho éxito. El odio entre partidarios de la república, de mayoría hutu, y partidarios del régimen anterior a esta, mayormente de la etnia tutsi, aumentaba y aunque todavía, al principio de la década de los 70, el enfrentamiento no era exacerbado, ya se estaba fraguando una división social pronunciada que produciría conflictos mayores.
En 1972 se produjeron unas terribles matanzas en el vecino Burundi: 350 000 hutus fueron asesinados por tutsis y esto provocó, definitivamente, un sentimiento antitutsi por parte de la mayoría de los hutus en el interior de Ruanda. La población comenzó a exigir a su presidente Grégoire Kayibanda mano dura contra la antaño clase dominante en el país y la respuesta insatisfactoria por parte del presidente y los casos de corrupción en el Gobierno provocaron el golpe de Estado del general Habyarimana, de origen hutu, en julio de 1973.
Pese a su irrupción antidemocrática en la escena política, el gobierno del general realizó una buena gestión del país hasta la segunda mitad de los 80, contando con el apoyo logístico y militar de Francia. También tomó la iniciativa de una reconciliación nacional. Estos datos son confirmados por el Banco Mundial, que presentaba a Ruanda como modelo de desarrollo en el África subsahariana durante la década de los 80, y por Amnistía Internacional, que en 1990, daba como satisfactorio el respeto de los derechos humanos. Aunque la tensión entre partidarios de un lado y otro se mantuvo durante los 17 años siguientes al golpe de Estado de Habyarimana, este había conseguido apaciguar a unos y a otros cediendo, sobre todo, que el control financiero del país se concentrara en manos tutsis, lo que demuestra que, a pesar de las acusaciones por parte de los exiliados tutsis de no ser permitidos de vuelta en el país por su etnia, estos contaban, de nuevo, con una posición de poder. Además, durante algunos años, el FPR se había internado en Ruanda de forma clandestina y había reclutado a muchos jóvenes tutsis por todo el país para recibir una formación ideológica y militar y constituir brigadas secretas, diseminadas masivamente por las colinas. Este hecho es recordado por Tito Rutaremara, ideólogo del FPR:

Hacia el final del 87, se habían constituido 36 células del Frente en el interior del país.

Factores económicos externos, como el descenso del precio del café, principal producto de exportación, y otros internos, sobre todo la corrupción en el norte del país (lugar de procedencia de Habyarimana), comenzaron a provocar nuevas tensiones en la segunda mitad de la década de los 80. El cada vez peor estado de la situación económica y la acusación de los tutsis exiliados, de que no se les permitía volver al país, fueron las razones principales que provocaron la guerra de Ruanda.
En el año 1989 el precio mundial del café se redujo en un 50 %, lo que hizo que Ruanda perdiera el 40 % de sus ingresos por exportación. Principalmente las zonas rurales y los sectores urbanos se enfrentaron a una hambruna severa (la cual provocó migraciones a Tanzania), a la devaluación de su moneda, al aumento de la inflación y al alza de productos básicos, que llevaron al país a una profunda crisis política, al mismo tiempo que aumentaba el gasto militar en detrimento de los servicios públicos.
En 1979, los tutsis refugiados en Uganda formaron la Alianza Ruandesa para la Unidad Nacional (la cual, ocho años después se convirtió en el Frente Patriótico Ruandés), debido a las campañas de hostigamiento por parte del gobierno local. Los integrantes de este grupo poseían ideales políticos diversos entre sí, aunque todos compartían los mismos objetivos principales: el derrocamiento del gobierno ruandés y el fin del exilio de su gente. En octubre de 1990, el FPR irrumpió en Ruanda a exigir estos fines en común y tres años más tarde, gracias a la crisis que azotaba al país, a la tensión con sus países vecinos y gobiernos occidentales, además de la presión ejercida por el Fondo Monetario Internacional, el presidente Habyarimana firmó los Acuerdos de Arusha, dando fin a la guerra civil y creando un gobierno de transición compuesto por hutus y tutsis.

## Discursos de odio
Los discursos de odio fueron una gran arma de propaganda contra tutsis, uno de estos colaboradores fue la Radio Télévision Libre des Mille Collines (Radio Televisión Libre de las Mil Colinas, RTLM). Esta estación radial fundada en 1993, empezó como una estación normal poniendo música pop y rock, pero luego esta estación de radio se volvió un arma para suscitar el odio contra los tutsis.

## Genocidio

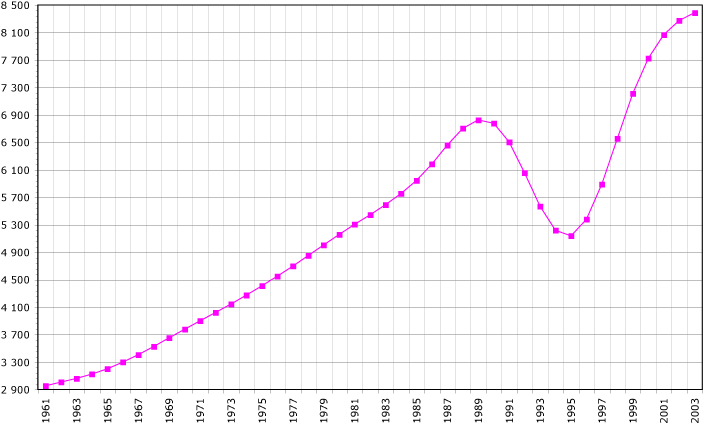
Evolución demográfica de Ruanda. Obsérvese el acusado descenso en la primera mitad de los años 90 provocado por las condiciones económicas del país y el genocidio.

En abril de 1994 el asesinato del general Juvénal Habyarimana y el avance del Frente Patriótico Ruandés desencadena una multitud de masacres en el país contra los tutsis obligando a un desplazamiento masivo de personas hacia campos de refugiados situados en la frontera con los países vecinos, en especial el Zaire (hoy República Democrática del Congo). En agosto de 1995 tropas zaireñas intentan expulsar a estos desplazados a Ruanda. Catorce mil personas son devueltas a Ruanda, mientras que otras 150 000 se refugian en las montañas.[cita requerida] Más de 800 000 personas fueron asesinadas y casi todas las mujeres que sobrevivieron al genocidio fueron violadas, además de que muchos de los 5000 niños nacidos fruto de esas violaciones fueron asesinados.[cita requerida]
Considerando todos los datos y testimonios que se poseen acerca del genocidio de Ruanda, hay que aclarar que este no fue exactamente un genocidio de hutus por un lado contra tutsis, por otro, sino que una falange radical y mayoritaria de los hutus fue la que preparó el aniquilamiento masivo tanto de tutsis como de hutus moderados u opositores del régimen de Habyarimana y cercanos al Frente Patriótico Ruandés (FPR). Por lo tanto, el genocidio no fue sólo de carácter étnico, sino también político. Por otro lado se puede destacar que hubo entre las víctimas miles de ciudadanos hutus muertos a manos del FPR.[cita requerida]
Diversos testimonios nos aclaran que los militares del Frente Patriótico Revolucionario cometieron igualmente asesinatos masivos. Pese a todo, está claro que los tutsis fueron masacrados: se eliminó al 75 % de su población durante el genocidio.[cita requerida]
El ciudadano belga, Marcel Gérin, recuerda como él y su mujer quedaron atrapados por el conflicto. Fueron testigos de las matanzas indiscriminadas en la zona donde residían y pudieron constatar, al ser hechos prisioneros, como los que aparentemente parecían milicianos Interhamwes (radicales hutus) no eran sino mercenarios contratados por el ejército tutsi, los cuales realizaron, según Marcel Gérin, las mayores matanzas en la zona donde residían.[cita requerida]
Sin embargo, cualquier imagen que se tomara llevaba a creer que los autores eran las milicias hutus Interahamwes. Milagrosamente y gracias a unos periodistas y a los cascos azules, tanto él como su mujer lograron escapar de aquel infierno.
Una opinión interesante acerca de la situación reinante en los primeros meses de 1994 nos la ofrece el padre español Joaquín Vallmajó, misionero en Ruanda, que decidió quedarse y que desapareció el 26 de abril después de que un grupo de soldados del FPR lo detuviera:

Después de varios años de crisis política y social, se está produciendo la guerra más absurda, que está desembocando en una crisis política vergonzosa. Un pequeño grupo de politicastros corruptos hasta el extremo quiere conservar el poder a cualquier precio, sacrificando al pueblo y al país si es preciso. Otro grupo no menos corrupto aspira al poder por los medios que sean. Un tercer grupo, el más numeroso y digno de respeto, sufre las consecuencias del poder y de sus agentes: es el pueblo, víctima del racismo, la dictadura, la pobreza, la guerra, el hambre, el robo, el bandidismo, la violencia y la manipulación. La situación es muy grave desde el punto de vista político, económico, social, cultural y racial. La manipulación de los políticos en el poder y sus acólitos y de los partidos y sus líderes es vergonzosa.

En espera de acontecimientos, actualmente no tenemos ni gobierno, ni autoridades, ni presupuesto, ni trabajo. Los funcionarios llevan sin cobrar desde enero y los maestros han amenazado con no convocar los exámenes de secundaria. El ministro de Economía ha declarado que se irá pagando a los funcionarios a medida que se recauden los impuestos. Se dan todas la condiciones para que estalle un conflicto social que algunos políticos alientan para pescar en río revuelto. ¿Y el "Frente Patriótico Ruandés"? Son todavía peores. Unos no "desmerecen" de los otros.

El 6 de abril de 1994 ha pasado a ser una fecha macabra no sólo para la historia de Ruanda, sino también para la historia de la humanidad. A raíz, sobre todo, del asesinato de presidente Habyarimana, el conflicto interno ruandés ganó en crueldad y se convirtió en un enfrentamiento a gran escala que alcanzó todos los rincones del país. Mostramos, a continuación, una secuencia cronológica de los terribles hechos que tuvieron lugar en los meses de abril, mayo, junio y julio.

## Cronología
Tras la muerte de Habyarimana, en la noche del 6 de abril, se constituyó un comité de crisis formado por el general de división Augustin Ndindiliyimana, el coronel Théoneste Bagosora y otros altos cargos del ejército.
Al día siguiente, el 7 de abril, la primera ministra Agathe Uwlingiyimana y 10 soldados belga de las fuerzas de la ONU que la custodiaban, fueron asesinados por la guardia presidencial, acusando al contingente de la ONU, según relata Roméo Dallaire, de haber derribado el avión del presidente. Este hecho confirma claramente las sospechas del comandante acerca de una trama oculta llevada a cabo por los radicales hutus.
Independientemente del motivo utilizado para perpetrar este asesinato, el hecho en sí tuvo una importante repercusión internacional, lo que hizo pensar a muchos que la ONU intervendría firmemente y pararía el terrible conflicto que se avecinaba. Por el contrario, se ordenó la retirada de los cascos azules, dejando a la población civil sin protección. Esta situación fue aprovechada por los radicales hutus para comenzar el genocidio.
El comité de crisis nombró un gobierno interino el 8 de abril; utilizando los términos de la constitución de 1991 en lugar de los Acuerdos de Arusha, el comité designó a Théodore Sindikubwabo como presidente interino de Ruanda, mientras que Jean Kambanda fue el nuevo primer ministro. Todos los partidos políticos estaban representados en el gobierno, pero la mayoría de los miembros pertenecían a las facciones extremistas de sus respectivos partidos. El gobierno interino asumió el cargo el 9 de abril, pero se trasladó de Kigali a Gitarama el 12 de abril, aparentemente huyendo del avance del FPR sobre la capital. El comité de crisis se disolvió oficialmente, pero Bagosora y los oficiales superiores siguieron siendo los gobernantes de facto del país.
Ese mismo día, el Frente Patriótico Ruandés lanza un ataque en los alrededores de Kigali buscando proteger a las víctimas tutsis y rescata a 600 soldados de su ejército que se encontraban en la capital desde la firma de los Acuerdos de Paz de Arusha.
Las brigadas del FPR, formadas por jóvenes tutsis y repartidas de forma clandestina a lo largo de las colinas, fueron el primer objetivo de los Interahamwe. Sin embargo, de forma progresiva toda la casta tutsi se convirtió en el enemigo a batir, así como los miembros de la casta hutu que de alguna manera protegieran a los tutsis, se negaran a participar en los asesinatos o tuvieran incluso familiares tutsis. A pesar de todo, muchas familias hutus, aun conscientes de la suerte que corrían, escondieron en sus casas a vecinos y conocidos tutsis.

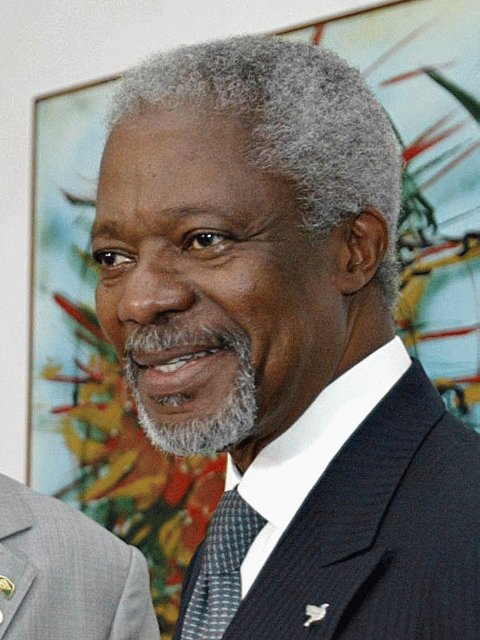
Kofi Annan

En ese mismo día, Bélgica y Francia sacan del país a todos sus nacionales, sin preocuparse de los ruandeses, ni siquiera de los que trabajaban en sus empresas. El 11 de abril, un comunicado de la Cruz Roja Internacional calcula que decenas de miles de ruandeses han sido asesinados en tan solo unos días. Mientras tanto, la misión de pacificación de Naciones Unidas UNAMIR no hacía nada. El 14 de abril, el contingente belga se retira. Aun así el general Dallaire, al mando, podría haber protegido a la población civil, al menos en Kigali, pero de nuevo se vio frenado por órdenes directas del Cuartel General de la ONU. Su superior, el entonces Coordinador de las Operaciones de las Fuerzas de Paz de la ONU Kofi Annan, le ordenó mantenerse al margen a través del siguiente comunicado:

[...] a cooperar con los oficiales franceses y belgas para facilitar la evacuación de sus nacionales y otros extranjeros que soliciten ser evacuados. Usted puede comunicarse con los oficiales para alcanzar este propósito. Deberá hacer todo el esfuerzo posible para no comprometer su imparcialidad o actuar más allá de su mandato, pero puede valerse de su competencia si es esencial para la evacuación de los extranjeros. Esto no debe llevarle a participar en un posible combate, excepto en legítima defensa.

Lejos de Kigali, el 17 de abril, y concretamente en la población de Kibuye, perteneciente al condado del mismo nombre y cercana al lago Kivu, según cuenta la antropóloga forense Clea Koff en su libro "El lenguaje de los huesos", fue el día en el que comenzaron las labores de exterminio de la población tutsi en aquel condado. Durante los tres siguientes meses, murieron o desaparecieron casi 250 000 personas. Varios miles fueron asesinadas en la iglesia de Kibuye en una sola masacre:

Según los escasos supervivientes de Kibuye, el prefecto o gobernador de Kibuye organizó a los gendarmes para que condujeran a la gente que él ya había elegido para ser asesinada a dos lugares: la iglesia y el estadio. El préfet les dijo que era por su propia seguridad, que así quedarían protegidos de la violencia que se extendía por todo el país. Pero al cabo de dos semanas de haber sido conducidos a esas «zonas de seguridad», la gente que estaba dentro fue atacada por la misma policía y la misma milicia que supuestamente debían protegerlos. Esa era la típica táctica de los genocidas de Ruanda: reunir a un gran número de víctimas en edificios y terrenos cerrados con escasos medios de escape y matarlos. De hecho, en Ruanda había muerto más gente en iglesias que en cualquier otro lugar.

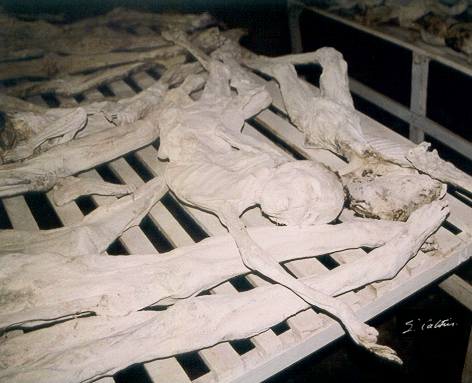
Cuerpos en una fosa común

Clea Koff relata estos estremecedores acontecimientos basándose en la publicación «Muerte, desesperación y desafío» investigación realizada por la organización African Rights (web en inglés), basada, a su vez, en multitud de relatos de testigos de la masacre y los propios perjudicados. La lectura de este documento y otros publicados en esta web, no dejan duda de la crueldad con la que se llevó a cabo el genocidio y el clima infernal que reinaba en el país. En este trágico conflicto hubo todo tipo de víctimas y como se puede comprobar a través de los siguientes testimonios, los radicales hutus aprovecharon su posición de poder para llevar a cabo multitud de crueles abusos.
Comentarios de las víctimas

Emma es oriunda de Kibuye, pero se encontraba en Kimihurura, Kigali, en abril de 1994, visitando a unos amigos de la familia. Consciente de que sus vidas corrían peligro, una amiga le recomendó que se prostituyera. Nos cuenta Emma: «Probablemente una semana después de que comenzara el genocidio, los vecinos ya sabían que me encontraba con esta familia. El criado fue uno de los que delataron mi estancia allí. A partir de ese momento, todos los chicos de la zona, amigos del criado, venían a violarme. No estoy segura de cuántos, o del número de veces que me violaron. Había muchos y venían varias veces al día. La dueña de la casa no se preocupó por mí para nada. Dijo que incluso si miles de hombres venían a violarme, al menos seguiría aún con vida. Sufrí esta situación durante toda mi estancia en Kigali».

- Paul, natural de Rwamagana en Kibungo, fue unos de los hombres incluidos en este estudio. Su testimonio es un recordatorio de que las violaciones y sus consecuencias no sólo perjudicaron a mujeres. Paul fue obligado por la fuerza por los Interahamwe a mantener relaciones sexuales con una mujer que ellos sospechaban pudiera estar infectada de VIH/SIDA, en este caso la intención era el provocarle una muerte lenta y dolorosa.

Su hijo mayor fue asesinado en su ciudad natal así como su mujer, sin embargo, Paul logró escapar. Aun así, fue capturado por otra milicia que traía con ellos a una mujer. «Me pidieron que tuviera relaciones sexuales con ella. Estaba tumbada en el suelo y ellos me dijeron que les enseñara las cosas que hacía con mi mujer. Cuando me opuse, uno de aquellos hombres me golpeó con un palo y no tuve otra opción que hacer lo que ellos querían. Permanecieron de pie observando, lanzándome insultos que no repetiré aquí. Ellos poseían lanzas y palos.
Cuando hubimos terminado, ellos me dijeron que no había una muerte similar a acostarse con una mujer enferma de SIDA. Ellos sabían muy bien que el marido de esta mujer había muerto a causa del SIDA, pero yo no lo sabía, ni siquiera conocía a aquella señora.
También, en la entrevista concedida por el general Romeo Dallaire a Sol Alameda, este recuerda hechos que aún no ha logrado olvidar y que le han mantenido bajo tratamiento psquiátrico durante varios años:
- Sol Alameda: De todas las atrocidades que vio, ¿cuáles le han perseguido más después?

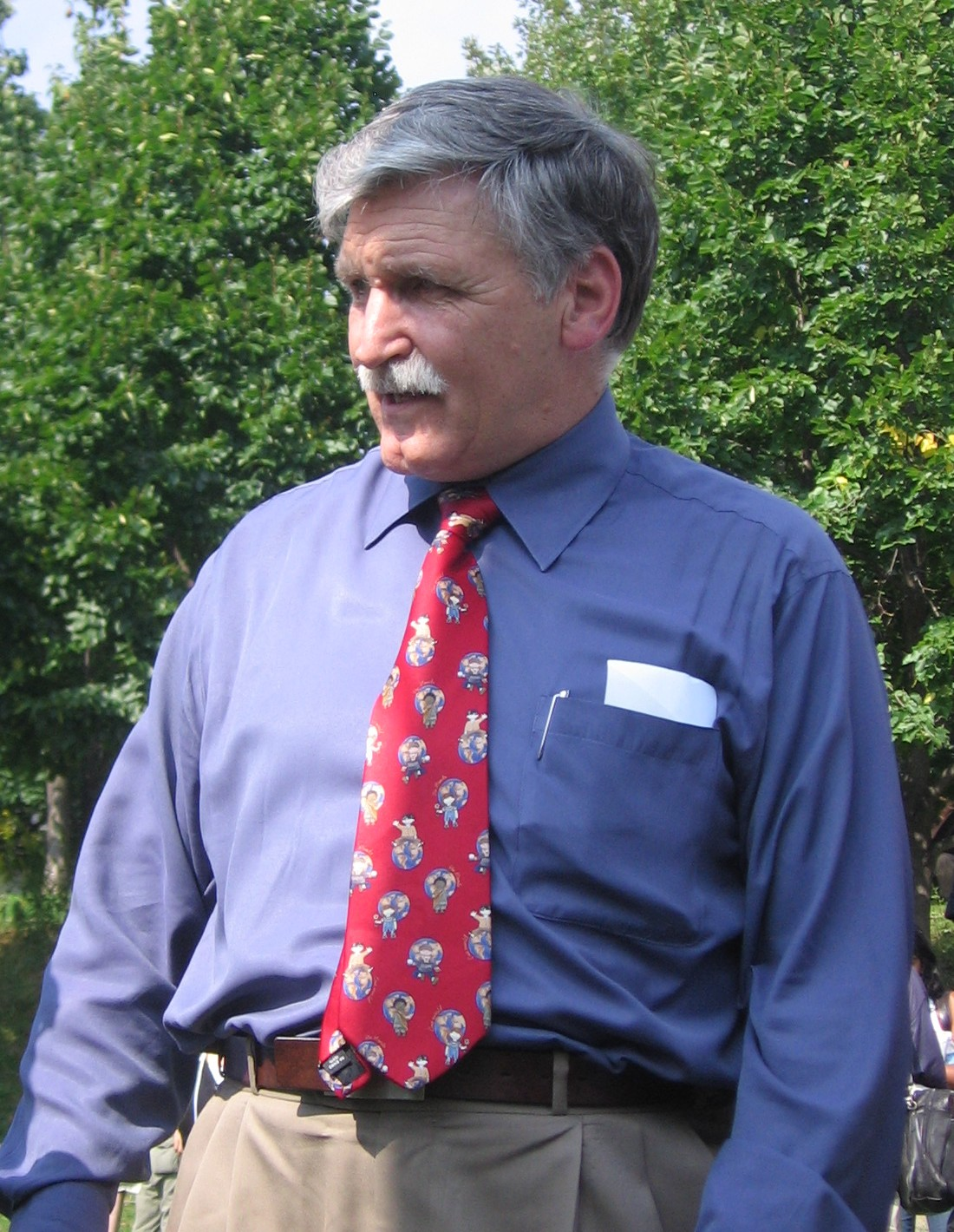
Roméo Dallaire fue Comandante de las Fuerzas de UNAMIR en Ruanda.

- Romeo Dallaire: Las escenas de violaciones. Les introducían palos y botellas que rompían; les cortaban los pechos. Todas esas escenas con mujeres, para mí, con mi cultura, me parecían lo peor que se puede imaginar. Aun muertas, veías en los ojos de esas mujeres el horror y el sufrimiento, la indignidad que habían padecido. Muchas veces mataban a los niños delante de sus padres, les cortaban las extremidades y los órganos genitales, y los dejaban desangrarse. Luego también mataban a los padres. Había gente que pagaba para que les pegaran un tiro en vez de ser matados con machete. «Pagar por cómo morir...».

Como podemos comprobar, el nivel de violencia en Ruanda era extremo y respondía a un desenfreno de las pasiones más bajas. Sin embargo, detrás de todo esto también había una gran organización. Si en las zonas rurales y pequeñas localidades el método para acabar con la mayor cantidad de personas era reunirlas en estadios deportivos o iglesias para luego darles muerte, en las ciudades existía todo un operativo humano y logístico suficiente para identificar a cualquier persona que por alguna razón debiera ser aniquilada. Clea Koff, nos lo describe:

en Kigali los asesinos habían utilizado controles de carreteras para detener a los peatones y a los automovilistas y poder inspeccionar así sus carnés de identidad. En esta documentación que todo ruandés llevaba en esa época figuraba una información crucial para los asesinos: la «etnia». Todo ruandés pertenecía a uno de los tres grupos «étnicos»: hutu, tutsi o twa, y los políticos que planearon el genocidio dejaron bien claro que abril de 1994 suponía la bajada de bandera para el genocidio de los tutsis, y para cualquiera que estuviera casado con un tutsi o cuyas opiniones políticas pudieran calificarse de «moderadas».

Mientras tanto en Nueva York, el 20 de abril, Butros Butros-Ghali, entonces Secretario General de las Naciones Unidas, consciente de la situación en la que se encuentra toda Ruanda ordena un: "inmediato y masivo refuerzo de UNAMIR para parar la contienda y las masacres, requiriendo varios miles de tropas adicionales y reforzar los poderes bajo el Capítulo VII"("inmediate and massive reinforcement of UNAMIR to stop the fighting and the massacres, requiring several thousand additional troops and enforcement powers under Chapter VII")
Tras la decisión del Secretario General de las Naciones Unidas, al día siguiente, paradójicamente, el Consejo de Seguridad vota de forma unánime reducir, paulatinamente, la Misión UNAMIR de 2,539 soldados a 270. (Resolución del consejo de Seguridad 912). Pero para el día 20 de abril la misión UNAMIR ya se había reducido a 1515 efectivos, debido a la retirada total del contingente belga (14 de abril) a causa de la muerte de diez de sus soldados, lo que confirma -insistimos en ello- que el macabro plan desvelado por el informador de Dallaire en enero de ese mismo año, se había completado con éxito. La marcha de los soldados belgas dejó a 2000 personas sin protección. Estas se refugiaron del conflicto en la Escuela Técnica Oficial (ETO) pero fueron asesinadas a los pocos días. El 25 de abril, las fuerzas de la ONU ya habían descendido a 503 soldados. Aun así, Dallaire, consiguió proteger a unos 25 000 ciudadanos durante algunas semanas.
Al día siguiente, 21 de abril, la Cruz Roja Internacional emite otro comunicado donde advierte de que el número de asesinados no era de decenas de miles sino cientos de miles. El 30 de abril, el ya recompuesto FPR, atacó masivamente desde el noroeste produciendo la huida a Tanzania de al menos 250 000 refugiados hutus en un solo día.
El 2 de mayo, Kofi Annan, manifiesta:

Cuando los belgas se retiraron quedó claro que las Naciones Unidas no podrían implementar el mandato que tenían, y tampoco, el mandato podía ser cambiado o introducido un refuerzo...No se lo que el Consejo decidirá después de haber revisado y reconsiderado la situación al día de hoy. Si el Consejo va a recomendar un refuerzo, éste debe estar bien equipado, con mucha movilidad y, además, capaz de protegerse a sí mismo. Si no enviamos este tipo de refuerzo... entonces no estoy seguro si serán capaces de establecer el orden y la ley... que llevaría al final de las masacres... aquí estamos observando a personas que están siendo privadas de los más fundamentales derechos, el derecho a la vida, y da la impresión de que no hacemos nada.

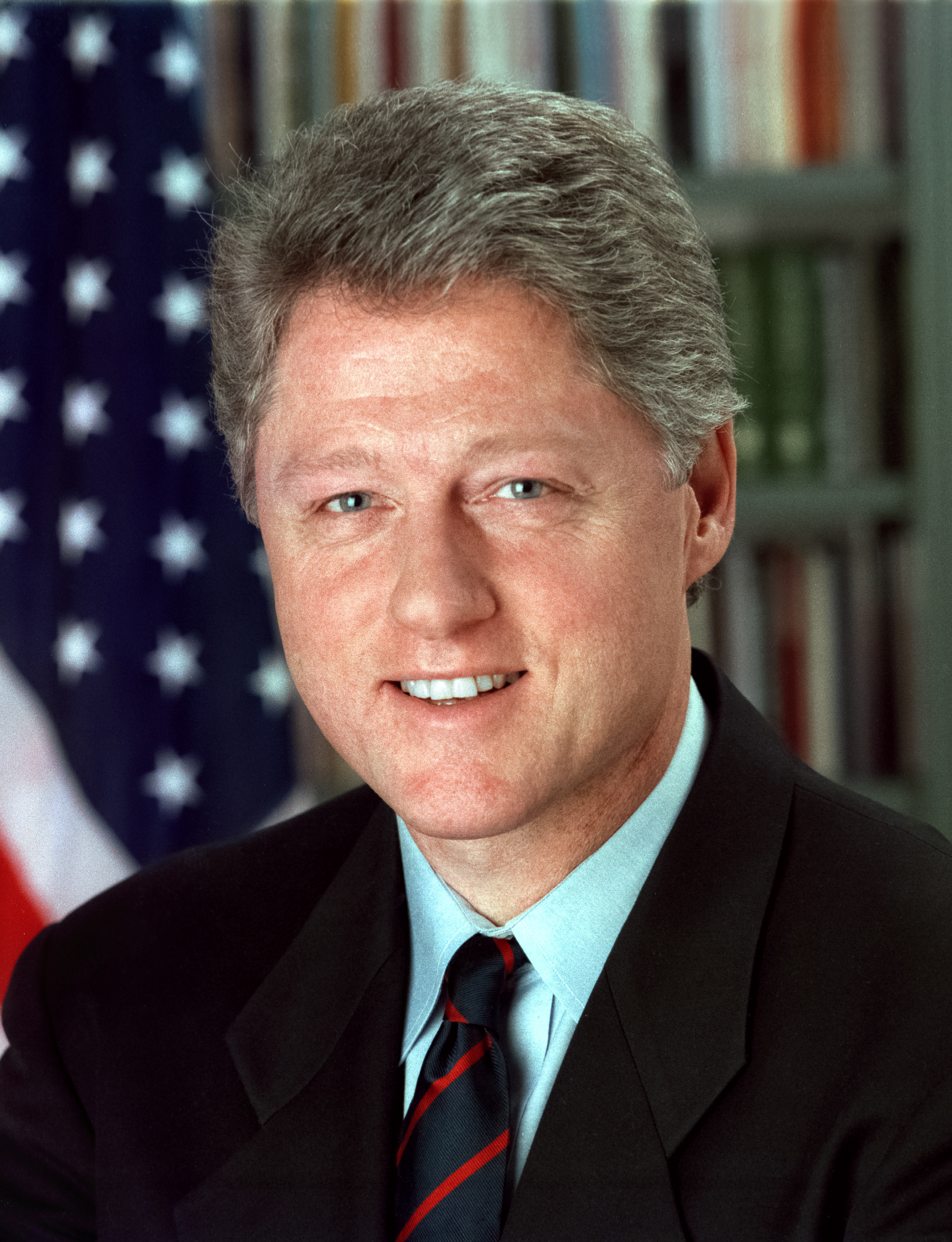
Bill Clinton; presidente de Estados Unidos en 1994

Al día siguiente, ante esta petición de las Naciones Unidas por reforzar de nuevo la misión UNAMIR, el presidente Bill Clinton firma una Decisión Directiva Presidencial que impone estrictas restricciones al apoyo estadounidense a futuras misiones de paz de las Naciones Unidas. Ante este hecho, el 4 de mayo, Boutros Ghali va más lejos y utiliza, por primera vez, el término «Genocidio» para describir lo que estaba ocurriendo en Ruanda, lo que coloca a Bill Clinton, junto a otros importantes dirigentes internacionales, en una situación embarazosa. La aceptación de la palabra «Genocidio», implicaba, a causa de la legislación internacional para estos casos, la intervención militar inmediata. El Gobierno estadounidense, de forma implacable, ordenó a todos los miembros del Gobierno que omitieran el uso de la palabra «genocidio» y en su lugar, utilizaran la expresión «Actos de Genocidio».
Durante los días siguientes, importantes dirigentes norteamericanos se justifican por no intervenir. Madeleine Albright, representante de los Estados Unidos ante la ONU manifiesta en la sede las Naciones Unidas:

Déjenme decirles que en el caso de Ruanda, creo, en mi opinión, que de sobremanera el Consejo de Seguridad y las Naciones Unidas han perdido el barco. Al día de hoy estamos tratando con una situación más allá de lo que cualquier hubiera esperado. Y como comenté antes, lo que ocurrió fue que estábamos en un proceso donde una pequeña fuerza de las Naciones Unidas, creíamos, podría sobrellevar los problemas en aquella área, y entonces nos encontramos con el derribo del avión con los dos presidentes, lo que ha creado una avalancha. Por lo que es difícil de juzgar si aquellas particulares operaciones [misiones de UNAMIR y UNOMUR] se pusieron en marcha de forma correcta".

El 13 de mayo, el secretario general de la ONU anuncia una votación para restaurar la misión UNAMIR en Ruanda. Sin embargo, Madeleine Albright retrasa esta votación por cuatro días. Cuando por fin es aprobada, los tutsis, ahora, atacan por el norte dejando desolación a su paso. 5.500 soldados son enviados a Ruanda por mandato de Consejo de Seguridad que expresa: «actos de genocidio pueden haberse cometido». No obstante, la misión militar se retrasa debido a las diferencias entre los países africanos que aportan la mayoría de los soldados y que no alcanzan acuerdo sobre quién pagará la factura. Las relaciones entre la ONU y los países que deben colaborar es tensa. Mientras tanto, un comunicado del día 19 de mayo emitido por la Cruz Roja calcula en medio millón los ruandeses asesinados. Ningún dirigente político internacional había utilizado todavía la palabra «genocidio».
A principios del mes de junio, el FPR, que se organiza en el nordeste del país, lanza un ultimátum a todos los extranjeros residentes en Ruanda para que abandonen el país en menos de tres días al anunciar un ataque inminente.

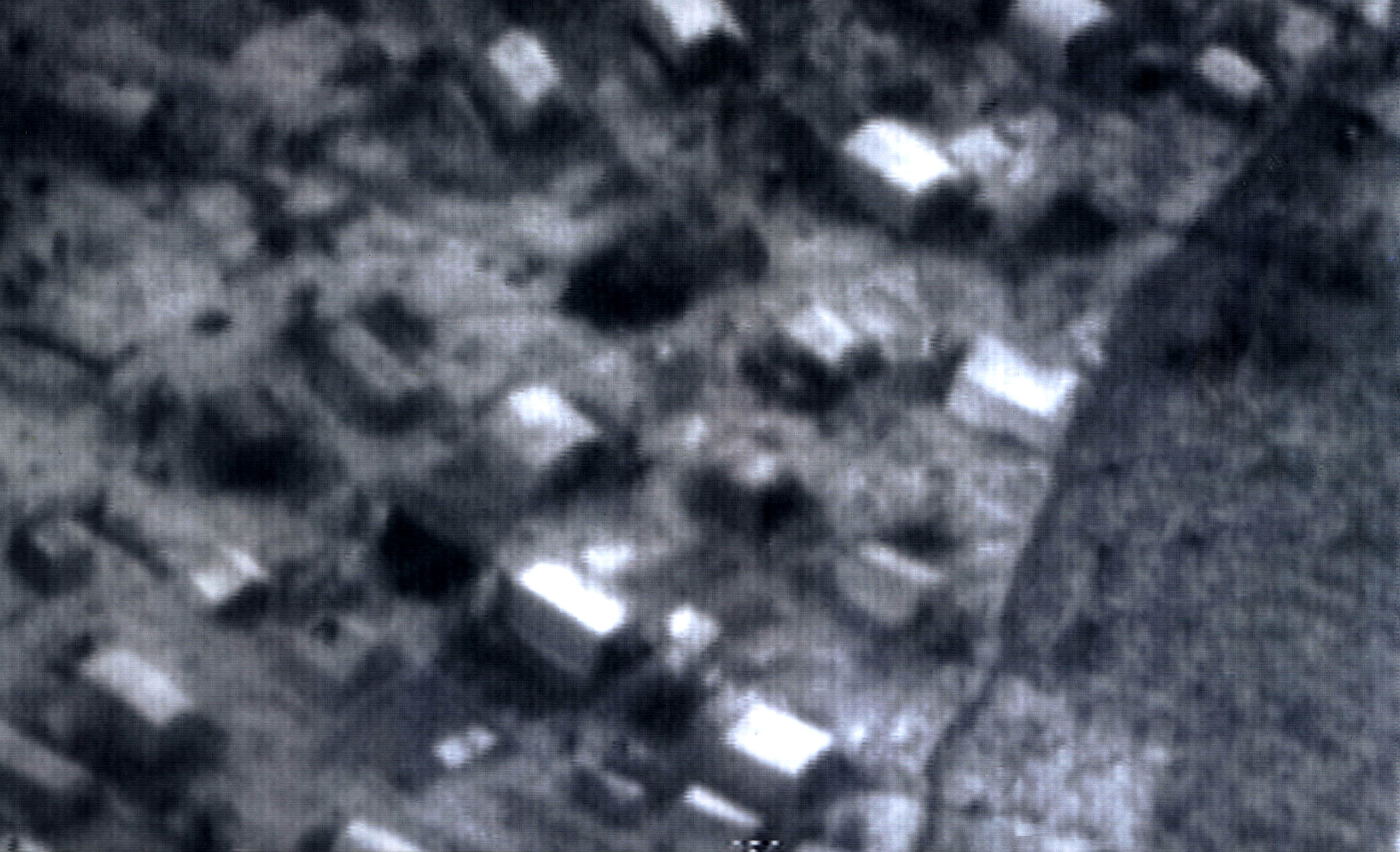
Zona de Refugiados en Zaire

Pasan las semanas y la misión UNAMIR, por falta de acuerdo entre los países que la componen, no está operativa. Entre tanto el genocidio continúa. El 22 de junio, el Consejo de Seguridad autoriza, de forma temporal, al gobierno francés a ocuparse de establecer el orden y crear un área de seguridad en la zona suroeste del país. Esta acción es conocida como la operación Turquesa. Aun así, sus 2.500 soldados, no pueden evitar la matanza de más tutsis a manos de hutus radicales.
Finalmente, el 15 de julio, el Frente Patriótico Ruandés se apodera de Kigali obligando al gobierno hutu radical a huir del país en dirección al Zaire seguido de al menos dos millones de hutus que crearon el campo de refugiados más grande de la historia en Goma, «la ciudad de los muertos». En ese momento, el ejército francés delega el mando de su misión a las tropas etíopes y el FPR forma un nuevo gobierno interino de unidad nacional en Kigali.
Esta fecha es considerada como el final del genocidio. Aun así, en los campos de refugiados, la enfermedad y más asesinatos acaban con la vida de miles de personas. Para evaluar el conflicto y poder conocer las pérdidas en vidas humanas, las Naciones Unidas, la organización de Médicos por los Derechos Humanos (PHRUSA) (ONG encargada de hallar sobre el terreno pruebas fehacientes de que hubo genocidio a petición del Tribunal Internacional de La Haya y que llegó a exhumar en una sola fosa hasta 500 muertos, la mayoría asesinados a machete) y otros organismos, realizan diversos estudios y acuerdan que fue durante los meses de abril, mayo, junio y julio de 1994 (más o menos 100 días) cuando se produjeron la mayoría de los asesinatos que costaron la vida a 800 000 ruandeses. Por último, la comisión de expertos de la ONU encargada de investigar las matanzas, aun reconociendo que tanto los tutsis como hutus habían cometido "crímenes contra la humanidad", concluyó:

Hay indicios evidentes de que han sido perpetrados actos de genocidio contra el grupo tutsi por parte de elementos hutus, de manera concertada, planificada, sistemática y metódica.

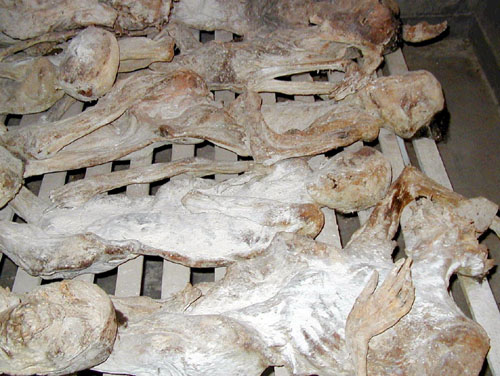
La Escuela Técnica Murambi, donde muchas víctimas fueron asesinadas, es ahora un museo del genocidio.

En 1994 las milicias hutus, llamadas Interahamwe (que significa "golpeemos juntos"), son entrenadas y equipadas por el ejército ruandés entre arengas y ánimos a la confrontación con los tutsis por parte de la Radio Televisión Libre de las Mil Colinas (RTLM) dirigida por las facciones hutus más extremas. Estos mensajes incidían en las diferencias que separaban a ambos "grupos étnicos" y, a medida que avanza el conflicto, los llamamientos a la confrontación y a la "caza del tutsi" se hicieron más explícitos, especialmente a partir del mes de abril en el que se hizo circular la historia de que la minoría tutsi planeaba un genocidio contra los hutus.
Según Linda Melvern, una reportera británica que tuvo acceso a documentos oficiales, el genocidio estuvo bien planeado. En el momento en que comenzó la matanza, la milicia ruandesa la componían treinta mil hombres (uno por cada diez familias) y organizados a lo largo del país con representantes en cada vecindario. Algunos miembros de la milicia podían adquirir fusiles de asalto Ak-47 con sólo rellenar un formulario. Otras armas, como granadas no requirieron ningún papeleo y se distribuyeron masivamente.
El genocidio fue financiado, por lo menos en parte, con el dinero sacado de programas de ayuda internacionales, tales como la financiación proporcionada por el Banco Mundial y el Fondo Monetario Internacional bajo un Programa de Ajuste Estructural. Se cree que se gastaron ciento treinta y cuatro millones de dólares en la preparación del genocidio —ya de por sí una de las naciones más pobres de la Tierra— de los que unos 4,6 millones de dólares se gastaron tan solo en machetes, azadas, hachas, cuchillos y martillos. Se calcula que tal gasto permitió que uno de cada tres varones hutus tuviera un machete nuevo.
Según Melvern, el primer ministro de Ruanda, Jean Kambanda, reveló que el genocidio se discutió abiertamente en reuniones de gabinete, y cómo una ministra de gabinete dijo que estaba «personalmente a favor de conseguir librarse de todos los tutsis... sin tutsis todos los problemas de Ruanda desaparecerían».

## Las víctimas

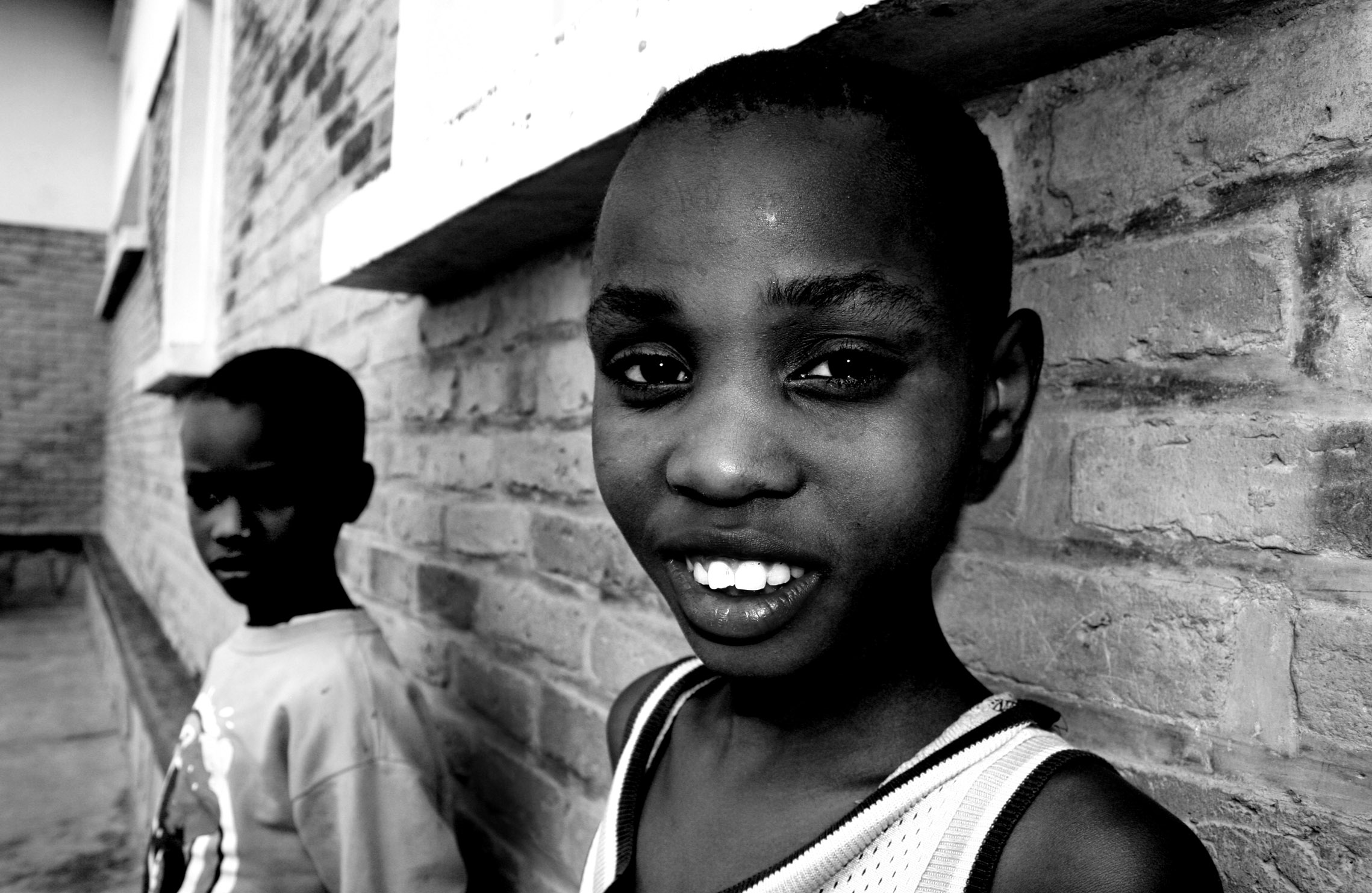
Huérfanos en Kigali.

Probablemente, nunca se sabrá cuántos muertos provocó. Se calculan entre 500 000 y 1 000 000. Si fueron 800 000 equivaldrían al 11 por ciento del total de la población y 80 % de los tutsis que vivían en el país. Además, el genocidio y conflicto civil provocó el exilio de dos millones de ruandeses en el entonces Zaire, 480 000 en Tanzania, 200 000 en Burundi y 10 000 en Uganda, junto a más de un millón de desplazados internos.

## El papel de la religión
Ruanda es un país mayoritariamente cristiano, y según el censo de 1991 un 62,6 % de la población se declaraba católica, 18,8 % protestante, 8,4 % adventistas del Séptimo Día, 1,2 % musulmán y un 1 % de religiones «tradicionales».
La fundamentación de la religión en la política contingente de Ruanda se evidencia en que el obispo de Kigali (capital del país), Vincent Nsengiyumva era miembro del comité central del partido único del presidente Habyanmana, el NRMD (movimiento revolucionario nacional para el desarrollo, por sus siglas en inglés).
Aun a pesar de la enorme presencia religiosa un alto número de ruandeses no vaciló en participar en el genocidio.
Cuando las masacres comenzaron en 1994, muchos tutsi y disidentes hutus buscaron refugio en las iglesias. Sin embargo, esto facilitó la labor de la interaharnwe (patrullas de la muerte del Gobierno y el Ejército) que sabía dónde encontrarlos.

En un duro mensaje conocido el 20 de marzo de 1996, el papa Juan Pablo II admitió oficialmente que decenas de sacerdotes, religiosos y monjas de las etnias rivales participaron activamente en las matanzas consumadas en Ruanda. «Todos los miembros de la Iglesia que pecaron durante el genocidio deben tener el coraje de hacerle frente a las consecuencias de los actos cometidos contra Dios y la humanidad», dijo en un tono marcadamente severo. Sin embargo añadió que «la Iglesia como tal no puede ser responsabilizada por las faltas de sus miembros, que han actuado en contra de la ley evangélica, por la que serán llamados a dar cuenta de sus acciones».
El sacerdote Wenceslas Munyeshyaka es un ejemplo. Líder en la parroquia Sainte-Famille de Kigali, fue denunciado por participar en el genocidio, pero logró escapar a Francia con ayuda de sacerdotes franceses, donde continuó con sus actividades pastorales hasta que fue finalmente arrestado y acusado de, supuestamente, haber aportado listas de civiles a la interahamwe y por la violación de jóvenes refugiadas. Posteriormente estos cargos fueron desestimados por falta de pruebas.
En 2006, el exsacerdote Athanase Seromba fue condenado a quince años de prisión por el Tribunal Penal Internacional para Ruanda por su papel en la matanza de dos mil tutsis. La corte escuchó que Seromba atrajo a los tutsis a la iglesia, donde creían que encontrarían refugio. Cuando llegaron, ordenó excavadoras para aplastar a los refugiados dentro y milicias hutu para matar a los supervivientes.
Un médico practicante en el Hospital Adventista Mugonero y en ese entonces pastor adventista, Elizaphan Ntakirutimana de 78 años, y su hijo Gerard, fueron condenados a 10 y 25 años de prisión, respectivamente, por el Tribunal Penal Internacional por su complicidad en el genocidio. Ray Dabrowski, director de Comunicación, en la sede mundial de la Iglesia Adventista del Séptimo Día declaró: «Reconocemos con tristeza que algunos de los miembros de nuestra Iglesia se volvieron contra sus compañeros y vecinos. Nos entristece que el acusado no actuara en armonía con los principios de su Iglesia. Ofrecemos una disculpa».
Un tribunal de Porvoo en Finlandia condenó a cadena perpetua a, en ese entonces, pastor de la Iglesia Bautista de Ruanda, François Bazaramba, de 59 años, por participar en el genocidio en el municipio ruandés de Nyakizu entre abril y mayo de 1994 al ordenar o instigar el asesinato de al menos cinco personas de etnia tutsi. También fue el organizador de varios ataques perpetrados por miembros de la etnia hutu contra la población tutsi que causaron la muerte de numerosas personas y la destrucción de sus propiedades, según el tribunal. La investigación policial del caso duró más de dos años, durante los cuales agentes finlandeses visitaron Ruanda en varias ocasiones e interrogaron a más de un centenar de testigos.
Jean Bosco Uwinkindi era pastor de la Iglesia Pentecostal en 1994 en la iglesia evangélica de Kanzenze, en la prefectura de Kigali Rural, está acusado de cooperar con el Movimiento Republicano Nacional para la Democracia y el Desarrollo (MRND), una milicia antitutsi. Cerca de su templo se encontraron unos dos mil cadáveres y se cree que fue cómplice y organizador del asesinato también de hutus moderados.
En Bélgica, un tribunal de crímenes de guerra sentenció a dos monjas como cómplices de asesinato por su participación en el genocidio de Ruanda, ocurrido siete años antes, la monja Gertrude Mukangango recibió una pena de 15 años por su intervención en la matanza de 7000 personas que buscaban refugio en su convento, en el sur del país. Por su parte, la religiosa María Kisito Mukabutera fue sentenciada a 12 años de cárcel por el mismo cargo. Varios sobrevivientes de la matanza contaron ante el tribunal cómo las dos monjas entregaron a miles de personas que buscaban refugio en su convento. Además, las religiosas suministraron latas de combustible a las milicias hutus, que incendiaron un garaje que albergaba a unas 500 personas.
La ONG Derechos Africanos da los detalles de las actividades de un número de obispos anglicanos que se juntaron en la Parroquia de Shyogwe en Gitarama durante el genocidio. Samuel Musabyimana, el obispo anterior de la diócesis, ha sido acusado por dos pastores anglicanos y varios amigos anteriores de haber traicionado a los Tutsis que vinieron a él por protección[cita requerida]. A la mayor parte de ellos los devolvió a los brazos de la milicia que esperaba en las barricadas cercanas. Los pocos a los que aceptó ocultar eran Tutsis de clase alta. El 6 de mayo, se informa, trajo la milicia a sus escondites, luego conminó a los milicianos a llevar a los refugiados en sus furgonetas y darles muerte en otro lado. Human Rights Watch informa que, lejos de condenar el intento de exterminio de los tutsis, el arzobispo Augustin Nshamihigo y el obispo Jonathan Ruhumuliza, ambos de la Iglesia Anglicana, actuando como voceros (portavoces) del gobierno genocida en una conferencia de prensa en Nairobi, al igual que muchos otros trataron de explicar la masacre atribuyendo la culpa por el genocidio en el FPR ya que había "atacado a Ruanda". Los periodistas extranjeros estaban tan disgustados con esta presentación que salieron de la conferencia.
Según sobrevivientes, el Obispo Aaron Ruhumuliza, jefe de la Iglesia Metodista Libre en Gikondo, Kigali, ayudó a la milicia a realizar una matanza en su propia iglesia el 9 de abril de 1994. Michel Twagirayesu, el Presidente de la Iglesia Presbiteriana de Ruanda y vicepresidente anterior del consejo mundial de iglesias es acusado de haber trabajado estrechamente con los asesinos en la fortaleza Presbiteriana de Kirinda, Kibuye, traicionando a sus feligreses y camaradas del clero por igual.
El obispo católico de Gikongoro, Monseñor Augustin Misago, también fue acusado de participar en el genocidio. Primero por haber solicitado a la Santa Sede en junio de 1994 que se llevase a los sacerdotes tutsi del país porque en Ruanda ya no se les quería y por hechos como lo ocurrido el 4 de mayo de 1994, en que el obispo se presentó junto con la policía ante un grupo de 90 niños tutsi que se encontraban retenidos, el obispo les dijo que no se preocupasen porque la policía los cuidaría. Tres días después la policía colaboró en la masacre de 82 de estos niños. Finalmente Misago fue absuelto de todos los cargos en el año 2000.
Mientras tanto, cientos de hombres, mujeres y niños, miembros de estas iglesias, han sido acusados desde ofensas menores a participación activa en relación al genocidio, permanecen en las prisiones atestadas de Ruanda.

### Mártires
Sin embargo, Human Rights Watch también informa de otros que fueron mártires por defender a las víctimas del genocidio. Hubo mártires católicos como Fr. Georges Gashugi, Fr. Vjeko Curic y Sor. Felicitas Niyitegeka, más muchos miembros del Camino Neocatecumenal que se negaron a participar en los asesinatos o a entregar a sus hermanos, resultando varios de ellos mártires. Los musulmanes defendieron con éxito los barrios musulmanes negándose a entregar a sus hermanos tutsi, en ninguna mezquita hubo masacres como en los templos cristianos, ningún musulmán fue condenado por complicidad en el genocidio. También entre los testigos de Jehová hubo víctimas, alrededor de 400 que fallecieron al negarse a matar o al descubrirse que ocultaban a sus hermanos y vecinos tutsi y fueron especialmente perseguidos por el régimen al negarse a portar armas y participar en las ceremonias de adoctrinamiento colectivo. Lamentablemente todos estos casos resultaron una excepción respecto al total de la población.

## Reacciones internacionales

### Francia
Mientras ocurría la tragedia, el mundo entero parecía ajeno a la barbarie y no intervino para parar el trágico conflicto. En el caso de Francia, y esto puede ser extensivo a Bélgica y a Alemania, todos con importantes intereses en la zona desde el siglo XIX, el comportamiento no fue del todo solidario. El general Roméo Dallaire describe la actitud de estos tres países antes, durante y después del conflicto, ante la pregunta de por qué los franceses impedían que ganaran la guerra los tutsis:

Los franceses se mueven en la zona por la llamada francophonie (francofonía, países de habla francesa, por el orgullo de controlar, e invariablemente ayudan a los hutus. Enseguida comprobé asombrado que tanto franceses como belgas y alemanes tenían allí consejeros a docenas. Ellos sí sabían lo que pasaba, pero ninguno proporcionaba a la ONU, es decir, a mí, su representante, la información que poseían. Y al mismo tiempo, esos países que estaban en el Consejo de Seguridad tampoco dejaban a la ONU, a mí, montar mi propia unidad de información, porque, decían, el mandato no contemplaba eso. Incluso cuando tuve constancia de que se pasaban armas de contrabando a través de la frontera de Uganda y pedí permiso para buscarlas, me contestaron que no.

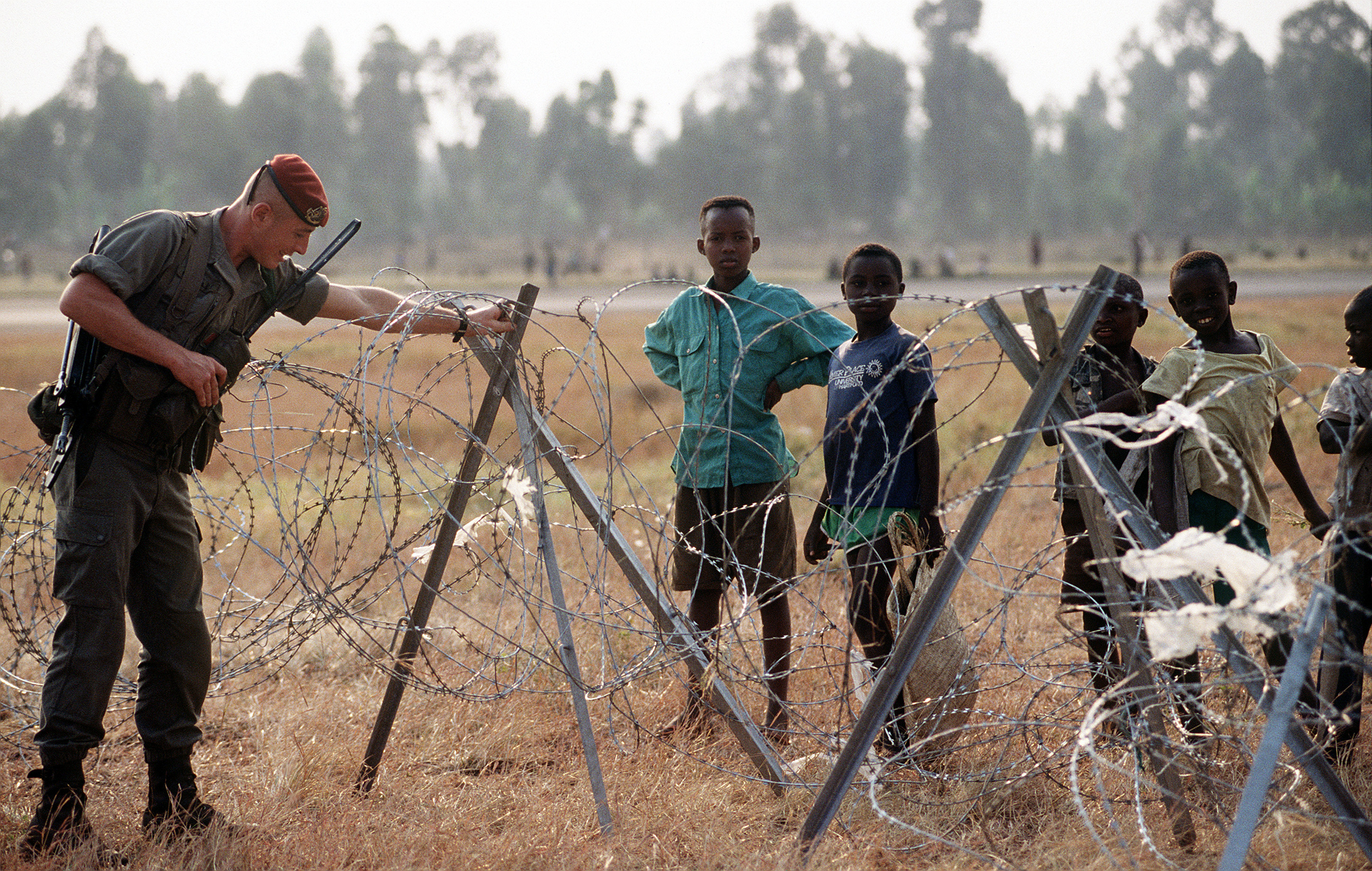
Un soldado francés, que forma parte de la fuerza internacional de apoyo a los refugiados, ajusta el alambre de púas que rodea el aeropuerto.

A pesar de todo Francia se encargó, a través de la Operación Turquesa, de pacificar parte del territorio. El país galo, con 2500 soldados provenientes de sus bases en África, garantizó la seguridad en la parte suroeste del país y la llegada de la ayuda internacional. Todo hasta que la misión UNAMIR lograra reunir a los 5500 soldados necesarios para hacerse cargo de la situación. De este modo, Francia se erigió con el mando del discurso de la solidaridad. Sin embargo, las críticas no se hicieron esperar. Según Victoria Brittain, Francia había prestado apoyo militar y logístico al gobierno del asesinado Habyarimana desde hacía años, lo que definió las intenciones del ejército galo como sospechosas. Según el estudio de Joan Casòliva y Joan Carrero, Francia había permanecido al lado de Habyarimana hasta la firma de los Acuerdos de Arusha. Apoyó al gobierno hutu con armamento para evitar la invasión del FPR y otras incursiones de los tutsis. Finalmente, se retiró del país con la llegada de los primeros soldados de la MINUAR (UNOMUR), en noviembre de 1993, y no volvió hasta junio de 1994 con la Operación Turquesa, a petición de las Naciones Unidas y con estrictas condiciones de no apoyar al gobierno radical hutu.
Por otro lado, el ejército francés permitió que miembros de las milicias hutus y responsables de las primeras matanzas se refugiaran en «zonas seguras» fronterizas evitando así caer en manos del FPR y permitiendo que controlaran la gestión de la ayuda humanitaria.
Esto nos lleva a pensar que Francia aplicó una radical realpolitik en la zona para no perder su capacidad de influencia en África en competencia con Bélgica y otros países; además de anular el apoyo brindado al régimen de Habyarimana, debido a que este se encontraba acusado de prácticas de genocidio.
Guillaume Ancel, exteniente coronel francés, ha sostenido que Francia facilitó armas a los Hutus, bajo la cobertura de la operación Turquesa. Las entregas de armas se habrían realizado en el aeropuerto de Goma, en Zaire (hoy República Democrática del Congo). El almirante Jacques Lanxade, exjefe del Estado Mayor ha señalado que las acusaciones son a la vez incomprensibles y gravemente injustas, y la consulta de los archivos demostrará que son falsas.
El actual gobierno de Ruanda también ha señalado que Francia apoyó en la entrega de armas a las milicias hutus, les asesoró en la formación de un gobierno de transición, y en la protección de sus líderes y eventuales responsables del Genocidio.

### Estados Unidos
Durante el tiempo que duró el genocidio, ninguno de los gobernantes estadounidenses usó esta palabra para definir lo que estaba ocurriendo en el país centroafricano. El haberlo admitido les hubiera obligado a intervenir en el conflicto. En su lugar, utilizaron la definición «actos de genocidio» para describir la situación. Pero lo más importante y que más influencia tuvo en el seno de las Naciones Unidas y por lo que no se actuó antes, fueron las continuas discrepancias que Estados Unidos sostuvo con el Secretario General de la ONU en ese momento, Boutros Boutros-Ghali. Las decisiones de este, en varias ocasiones, chocaron de frente con las intenciones del Gobierno estadounidense.
Otro aspecto importante para comprender mejor la actitud de los Estados Unidos frente al genocidio ruandés y según argumentan Joan Casòliva y Joan Carrero fue el interés de los estadounidenses por influir en la zona. El mismo Secretario de Comercio de Estados Unidos, ya a principios de 1996, expresó las intenciones de su país en relación a África:

La era del dominio económico y de la hegemonía comercial de Europa sobre África ha terminado. África nos interesa.

Aunque estas declaraciones fueron hechas en 1996, hay hechos que claramente demuestran un interés por la zona desde antes incluso de 1994. Siguiendo la argumentación de Joan Casóliva y Joan Carrero, expondremos aquí algunos de ellos.
Durante la guerra de Ruanda, entre 1990 y 1994, soldados del FPR que atacaron el norte del país desde el vecino Uganda, habían adquirido formación militar en los Estados Unidos a través del programa IMET, lo que coloca al país estadounidense del lado de la población tutsi y de Uganda.
Años antes, entre 1989 y 1992. Uganda recibió una ayuda de 183 millones de dólares, la misma cantidad que durante los 27 años anteriores. Además, si consideramos que por aquel entonces, Estados Unidos era el principal proveedor de armas de Uganda, podemos concluir que la intención principal del gobierno estadounidense era la de aumentar el poder e influencia de Uganda sobre otros países del entorno y conseguir así tener controlada la zona de los Grandes Lagos.
La misión de las Naciones Unidas MONOUR (o UNOMUR), que pretendía controlar la frontera entre Uganda y Ruanda para evitar más conflictos como los que se habían dado durante los últimos años por las incursiones del FPR en Ruanda, se vio entorpecida por Estados Unidos y Gran Bretaña, con el pretexto de que faltaban pruebas objetivas que verificaran esas agresiones, incluso cuando fueron los responsables de la MONOUR los que informaron al Cuartel General de las Naciones Unidas de que Uganda les impedía realizar su trabajo y había adoptado un comportamiento radical.
La misión UNAMIR o MINUAR, liderada por el general Dallaire, y creada para cuidar del cumplimiento de los acuerdos de Arusha (Tanzania) fue durante cuatro meses bloqueada por estadounidenses y británicos. Este retraso provocó tensiones entre las partes ya enfrentadas: FPR y gobierno de Habyarimana.
La primera embajada en abandonar Ruanda fue la embajada estadounidense (7 de abril de 1994) y durante el genocidio puso todo tipo de impedimentos a las Naciones Unidas para poder actuar de forma decidida y enérgica y poder así parar el conflicto.
Pasados dos años de la masacre, el 15 de noviembre de 1996, Estados Unidos bloqueó la adopción y la aplicación de la resolución 1080, por la que el Consejo de Seguridad aprobaría el despliegue de una fuerza multinacional de protección de los refugiados y población civil amenazada en el Este del exZaire y que estaban siendo masacrados por los militares ruandeses.
Por último, cuando se le preguntó a un miembro de la Administración Clinton por la asistencia masiva de Estados Unidos al Gobierno Ruandés, este respondió que «era necesario establecer un régimen militar muy potente en la región de los Grandes Lagos para imponer soluciones militares a los conflictos»

### Egipto
Por otro lado, existen documentos que prueban que el exministro de asuntos exteriores de Egipto y el exsecretario de la ONU estuvieron implicados de manera significativa en el genocidio de Ruanda, debido a que se probó su participación en la venta de armas de manera ilegal. De igual manera, China proveyó al país africano de una cuantiosa suma de machetes, armas utilizadas para llevar a cabo los asesinatos de tutsis durante los cien días que duró la masacre.

### Las compañías mineras
Es sabido que el subsuelo del Congo contiene yacimientos de cobre, niobio, cobalto, zinc, plata, diamantes, uranio, cadmio, carbón, petróleo, coltán y otros metales raros, pero sobre todo concentraciones de oro en cantidades excepcionales. Este hecho puede ser un elemento importante a la hora de observar las distintas actitudes de los países que tradicionalmente han dominado la zona desde la época colonial. Las grandes concentraciones de oro (24 quilates) se convierten en un factor más para comprender el insolidario comportamiento de algunos países occidentales, que podrían haber priorizado las vidas humanas a su competencia por controlar los ingentes recursos naturales de la zona.

## La expansión del conflicto
El genocidio ruandés trajo consigo graves consecuencias para la región de los Grandes Lagos. Poco tiempo después del término de la crisis local, ésta se trasladó a los vecinos Zaire, Burundi y Uganda. El más afectado por esto fue Zaire, que ya vivía una crisis interna producto de la desestabilización generada por el desastroso gobierno de Mobutu Sese Seko.
Esto se debió a que el corrupto presidente Mobutu, había permitido a los extremistas Hutu entre la población de refugiados operar con impunidad. En octubre de 1996, continuó el apoyo de los militantes hutus conduciendo a un levantamiento de la etnia Tutsi Banyamulenge en el Zaire oriental (apoyado política y militarmente por Ruanda), que marcó el comienzo de la Primera guerra del Congo.
La llegada de millones de refugiados se convirtió en el caldo de cultivo que desataría la Primera y la Segunda Guerra del Congo y que dejaría el trágico saldo de 3,8 millones de muertos y un extensivo número de exiliados.

## Juicios y castigos
El 8 de noviembre de 1994, por resolución del Consejo de Seguridad de las Naciones Unidas, y en virtud de lo dispuesto en el Capítulo VII de la Carta de las Naciones Unidas, al considerar que el genocidio ruandés era un grave atentado contra la paz y la seguridad internacional, se creó un Tribunal Penal Internacional para Ruanda. Este tribunal tiene como objeto la persecución de los líderes e instigadores del genocidio.
Al mismo tiempo, una vez que la situación estuvo medianamente normalizada, los tribunales ruandeses iniciaron centenares de procesos contra inculpados de cometer las graves violaciones a los derechos humanos. Hasta la fecha más de 700 personas han sido condenadas por los tribunales de cargos de genocidio y otros.

### Buscados
- Bernard Munyagishari (arrestado)
- Augustin Bizimana

### Caso Akayesu
Constituye un hito mundial al ser considerada la primera condena internacional por genocidio y la primera en reconocer la violencia sexual como actos constitutivos de genocidio. El Tribunal Penal Internacional para Ruanda, creado el 8 de noviembre de 1994, en el caso Akayesu, declaró a un acusado culpable de violación por no haber impedido ni detenido una violación en su calidad de oficial, y no por haberla cometido personalmente. El tribunal consideró que la violación constituía tortura y que, dadas las circunstancias, la violación generalizada, como parte de unas "medidas dirigidas a impedir nacimientos dentro del grupo", constituía un acto de genocidio. Por ejemplo, en las sociedades donde la pertenencia a una etnia está determinada por la identidad del padre, violar a una mujer para dejarla embarazada puede impedirle dar a luz a su hijo en el seno de su propio grupo.
Jean Paul Akayesu, antiguo alcalde de la ciudad ruandesa de Taba, fue arrestado en Zambia el 10 de octubre de 1995 y fue transferido a la Unidad de Detención del Tribunal en Arusha el 26 de mayo de 1996. El juicio comenzó en junio de 1997 y el 2 de septiembre de 1998 la Cámara Procesal I lo encontró culpable de genocidio, incitación directa y pública a cometer genocidio y crímenes de lesa humanidad. El 2 de octubre de 1998 fue sentenciado a prisión de por vida. Akayesu cumple condena a cadena perpetua en una prisión de Malí.
Theoneste Bagosora fue encontrado culpable por un tribunal de la ONU y condenado a cadena perpetua. Fue acusado de comandar las tropas y milicias hutu Interahamwe, responsables de la masacre. Además, el tribunal consideró que Bagosora fue "responsable" del asesinato de la primera ministra Agathe Uwilingiyimana y destacados miembros de la oposición, así como de diez soldados belgas.
Además, los jueces condenaron a los oficiales Aloys Ntabakuze y Anatol Nsengiyumva por su participación en el genocidio. El acusado general Gratien Kabiligi fue puesto en libertad.
El ICTR ha sentenciado a 32 personas desde 1997. El más reciente fue el famoso cantante ruandés Simon Bikindi, quien fue condenado a 15 años de prisión por haber pronunciado un discurso en junio de 1994 en el que instó a los hutus a matar a la minoría tutsi.

## Filmografía
- Hotel Rwanda, dirigida por Terry George. Película que homenajea a Paul Rusesabagina.
- Disparando a perros, dirigida por Michael Caton-Jones, basada en hechos reales protagonizados por el padre Vjekoslav Ćurić, sacerdote católico que salvó a muchas personas muriendo él mismo.
- Sometimes in April, dirigida por Raoul Peck.
- 100 Days, dirigida por Nick Hughes y producida por Eric Kabera.
- Flores de Ruanda, dirigida por David Muñoz.
- Shake Hands with the Devil: The Journey of Roméo Dallaire, dirigida por Peter Raymont.
- El día que Dios se fue de viaje (Le jour où Dieu est parti en voyage), dirigida por Philippe Van Leeuw.
- Los 100 días que no conmovieron al mundo. Documental (Argentina), dirigida por Vanessa Ragone.
- Los pájaros cantan en Kigali, dirigida por Joanna Kos-Krauze y Kristof Krauze. Narra las consecuencias del genocidio de la mano de Claudine, refugiada en Polonia junto a una ornitóloga, amiga de su familia.
- Árboles de paz, dirigida por Alanna Brown